# نیکلای گیاروف
نیکلای گیاروف (بلغاری: Николай Гяуров؛ ۱۳ سپتامبر ۱۹۲۹ – ۲ ژوئن ۲۰۰۴) خواننده بیس اپرا اهل بلغارستان بود.
وی یکی از مشهورترین خوانندگان بیس در دوران پس از جنگ بود و بابت صدای پرقدرت و باشکوهش و همچنین اجراهای هنرمندانه‌اش در اپراهایی از مودست موسورگسکی و جوزپه وردی مورد تحسین فراوان بود.